# Ludicrous: The Unvarnished Story of Tesla Motors
Ludicrous: The Unvarnished Story of Tesla Motors (traducción literal en español: «Ridículo: la historia sin adornos de Tesla Motors») es el libro de no ficción de Edward Niedermeyer sobre Tesla, Inc., publicado en 2019. El libro recorre los inicios de Tesla junto con episodios y controversias de los primeros quince años de la empresa bajo el liderazgo de Elon Musk. En él, Niedermeyer utiliza investigaciones originales, relatos internos anónimos y análisis de la industria para explorar «el intento de Tesla de fusionar la arrogancia de Silicon Valley con los estándares de la industria automotriz». The Wall Street Journal señaló que las fuentes del libro «se negaron a ser citadas por miedo al Sr. Musk». El libro dedica una parte importante de su contenido a un relato cultural del «enfrentamiento» actual entre los fanáticos de Tesla y sus escépticos.

## Recepción
Un crítico del Los Angeles Times señaló: «Niedermeyer... posee un profundo conocimiento de cómo la industria automotriz funciona (y a menudo no). Está en una buena posición para evaluar las debilidades de Musk mientras Tesla lucha por demostrar que puede obtener ganancias sostenibles después de 16 años de sobrevivir con el efectivo recaudado de prestamistas e inversores, sin ningún retorno sobre el capital invertido que lo demuestre».
La reseña de The Wall Street Journal expresaba cierto escepticismo ante la falta de fuentes identificadas que ofrecieran críticas a la empresa: «Quizás esta información sea sólida. Pero las personas que no están identificadas no pueden quejarse de que las citan erróneamente». La reseña continúa diciendo: «El libro cobra impulso cuando el autor detalla los intentos del Sr. Musk de revolucionar la forma en que se construyen los automóviles».